# Florian Leopold Gassmann
Florian Leopold Gassmann (Most, República Checa), 3 de mayo de 1729-Viena, 20 de enero de 1774) fue un compositor de ópera austríaco que desarrolló su obra a mediados del siglo XVIII, perteneciendo por lo tanto al período de transición entre las épocas barroca y clásica de la historia de la música.

## Biografía
Su iniciación musical la llevó a cabo con Johann Woborschill profesor del colegio de los jesuitas de Chomutov, ciudad cercana a Most. 
Posteriormente se trasladó a Italia donde fue alumno del Padre Martini. 
Su carrera como compositor operístico la inició con la puesta en escena de Merope, obra que se estrenó en el Teatro San Moisè de Venecia  durante la temporada de carnaval del año 1757; siendo nombrado ese mismo año director del coro de niños del Conservatorio degli Incurabili. 
De 1757 a 1762 compuso una ópera anual para el carnaval veneciano, siendo el autor de muchos de los libretos el dramaturgo veneciano Carlo Goldoni.
En 1763 fue llamado a Viena por el emperador  José II para ocupar el puesto de compositor de los ballets de la corte. En 1764 fue nombrado Compositor de Cámara y finalmente, en 1772, Maestro de Capilla Imperial.
En 1766 Gassmann conoció en Venecia a Antonio Salieri, que por aquel entonces contaba con 16 años, y lo invitó a visitar Viena convirtiéndolo en su alumno. 
En 1771 Gassmann fundó la Tonkünstlersozietät (La Sociedad de los Artistas Musicales) cuya principal actividad era la organización de conciertos públicos para los aficionados vieneses; por otra parte, esta sociedad se encargaba de atender a las viudas y huérfanos de sus socios fallecidos. Para los actos de la inauguración de la Sociedad, Gassmann compuso su oratorio La Betulia liberata
Como consecuencia de las secuelas de un accidente ocurrido durante un viaje a Italia, Gassmann murió en Viena en 1774. El puesto de maestro de capilla fue ocupado por Giuseppe Bonno y el de Compositor de Cámara por su apreciado Salieri.
Gassmann tuvo dos hijas que llegaron a ser, bajo el magisterio de Salieri, cantantes famosas: Anna Fux y Therese Rosenbaum. La más joven de ellas, Therese, alcanzó notables éxitos como intérprete de las obras de Mozart.

## Ópera
- Anexo:Óperas de Florian Leopold Gassmann